# Cheap Sex
Cheap Sex var en amerikansk musikgrupp (hardcore/punkrock). Den bildades i december 2002 i San Diego, Kalifornien. Fram till dess upplösning i mars 2007 producerade bandet tre album.

## Medlemmar
- Mike Virus - sång (2002-2007, 2009, 2013)
- Phil Robles - sologitarr (2003-2007, 2009, 2013)
- Johnny O. Negative - rytmgitarr (2002-2003)
- Brock Anderson - bas
- Gabe Sex - trummor (2002-2007, 2009, 2013)
- Derek Dolls - bas (2002-?)
- J. "Ace" Von Johnson - gitarr (2002-2003)
- Chris "Blitz" Wick - gitarr (2003-2007, död 2007)
- Chance - bas
- Beau Shmoe - gitarr

## Diskografi
Studioalbum
- 2003 – Launch Off to War
- 2004 – Headed for a Breakdown
- 2006 – Written in Blood

DVD
- 2009 - Dead Today: V Years of Cheap Sex